# 尾野真千子
尾野真千子（1981年11月4日—），日本女演員，奈良縣西吉野村（現五條市）出身。2011年，主演NHK晨間劇《康乃馨》，其後以《最棒的離婚》、《夏目漱石之妻》、《絕叫》等作品中的演技獲得好評。

## 經歷
尾野國中二年級時某日在學校打掃鞋櫃，當時女導演河瀨直美正在山上為《萌之朱雀》勘景及尋找女演員，偶然間看到了擦拭鞋櫃異常認真的尾野，因而主動詢問尾野是否願意參演電影《萌之朱雀》。原本因隔年即要考高中，雙親反對其參演電影，並認為深山的孩子不適合進藝能界，於是河瀨親自到尾野家中懇求並保證不會荒廢學業，雙親才同意參演。該片後來獲得坎城影展金攝影機獎，尾野也憑此獲得新人演員獎項。在家鄉奈良縣立青翔高等学校畢業後，尾野赴東京發展。
2007年，尾野與河瀨直美時隔十年再度合作，主演在家鄉奈良拍攝的電影《殯之森》。此片獲坎城影展評審團大獎。其後，參演口碑日劇《Mother》，並初次主演電視劇《MM9-MONSTER MAGNITUDE-》。
2011年下半年，尾野以近30歲之齡並試鏡近十年的時間獲得主演NHK晨間劇《康乃馨》，為晨間劇史上至2011年止以徵選方式錄取主演者的最高年齡。在劇中飾演知名時裝設計師小篠綾子，獲得了單集最高25%、平均19.1%的高收視率，知名度大增，並拿下第72回日劇學院賞最佳女主角、第66回日本放送映畫藝術大賞最佳女主角、橋田賞及東京國際戲劇節最佳女主角等獎項。
2013年，參演口碑電視劇《最棒的離婚》，獲第76回日劇學院賞最佳女配角獎、第39回放送文化基金獎演技獎，成為繼大竹忍之後再度獲獎的第二人。尾野並在同一年以電影《我的意外爸爸》和《泡吧偵探2》分別獲第37屆日本電影金像獎女主角及女配角優秀賞，並主演NHK四集連續劇《夫婦善哉》。
2015年，主演連續劇《藤子》，此劇改編自暢銷55萬本的小說《殺人鬼藤子的衝動》，尾野飾演自小經歷滅門血案僅存的主角フジコ，並一步步化身殺人鬼的故事。因內容限制，僅在Hulu播出。
2016年，主演NHK四集連續劇《夏目漱石之妻》，劇中飾演夏目漱石妻子夏目鏡子，和長谷川博己兩人對手戲大獲好評，該劇亦獲得多座電視劇獎。
2018年7月，在TBS連續劇《這個世界的角落》中飾演小姑，演技受觀眾及媒體好評。10月，發行個人首本寫真書，由知名攝影師川島小鳥掌鏡，回到尾野老家及前往台灣拍攝，此寫真書全程未有服裝師及妝髮師同行。90%作品為黑白照，原為川島8月在奈良、東京的攝影展，其後發行成書。
2019年，睽違三年主演連續劇《絕叫》。同年8月，NHK宣布尾野參演2020年大河劇《麒麟來了》。同年9月，受邀擔任家鄉奈良縣五條市的觀光代言人。
2021年，主演電影《茜色如燒》，為繼2015年連續劇《糖果之家》後再度與導演石井裕也合作，為該年度入圍最多電影獎的女演員。最後獲得日本最具公信力的電影旬報獎最佳女主角獎（票數高於第二位兩倍以上），並另獲得每日電影獎、橫濱電影節、山路文子電影獎及TAMA電影獎等多座最佳女主角獎。此年亦是尾野最多電影作品的一年。
2022年3月，NHK電視台與晨間劇《糸子的洋裝店》故事舞台岸和田市，聯手舉辦晨間劇播出十周年暨岸和田市制100周年慶祝活動，尾野出席擔任活動嘉賓。同年8月，NHK宣布尾野參演連續劇《葛麗絲的導航履歷》，此為其睽違近三年再次接演連續劇。該劇亦獲得銀河賞月間賞並入選向田邦子賞年度最佳作品。
2024年，獲邀擔任NHK晨間劇《如虎添翼》旁白，負責背景介紹、第三人旁觀者與女主角心聲共三種旁白視角，其表現力在播出後獲得觀眾廣泛好評。同年，尾野參演TBS電視台金十時段《獅子的藏身處》，此劇亦是尾野睽違六年再度參演民放劇。此劇在第一集播出後才公布尾野參演（登場表最後留白），製作人表示此舉是因企畫階段即決定由一位能帶給觀眾衝擊感的演員登場。2025年1月，主演是枝裕和執導的連續劇《宛如阿修羅》，翻拍自向田邦子之劇作，尾野在劇中飾演四姐妹中的二姐。同年，主演NHK電視台特別劇《馬格達拉屋的瑪利亞》，為相隔6年的電視劇主演。8月，在24TV特別劇《トットの欠落青春記》中飾演黑柳徹子母親黑柳朝，與蘆田愛菜第四度飾演母子。

## 人物
- 身高161cm，血型A型，兩眼視力1.5。
- 父親是木匠（2014年專訪節目《徹子的房間》本人談及），母親與三位姐姐們皆從事護士及看護相關工作。從小住在深山上，家附近無任何娛樂設施，只有流動超市會定期來。因為無電影院，小時候沒去看過電影，被挖掘拍攝電影之後才對演戲產生興趣。高中畢業後在父親反對下一人前往東京發展，十年皆未走紅，亦曾領過比通勤車費還低的500日圓戲劇酬勞，經濟拮据之下常穿著高中時期的運動服去試鏡。直到約29歲拍攝話題電視劇之後才真正進入大眾視野[27]。期間從事過的打工包括房仲業、眼鏡行、美容沙龍店、小酒館服務員等，直到2011年因需要同時拍攝連續劇《失去名字的女神》與晨間劇《康乃馨》才因緊湊的拍攝日程而結束打工。[28][29]
- 名字「真千子」三字分別是取自家中三個姐姐名字的其中一個字（大姐的「子」、二姐的「千」、三姐的「真」）[30][31]，尾野是老么。表示名字代表家人的愛，所以堅持不取藝名。老家朋友多稱呼其「マッチ（Macchi）」。
- 頭腦靈活、反應快的性格。常是拍攝現場炒熱氣氛的演員。
- 2010年，被家鄉奈良縣五條市選為第1號榮譽市民。[32]
- 興趣為釣魚，收藏品是漫威系列人物鋼鐵人周邊商品。[33]
- 護身符是隨身攜帶的一顆小石頭。是離開老家和母親道別時，母親隨手在地上撿起的小石子，希望她成為一個意志堅強的人（日語「石」與「意志」同音」）。[34]
- 2022年開始定居沖繩。並在當地今歸仁村經營昭和式居酒屋「北山食堂」[35]。

## 個人生活
2015年7月，尾野與2014年夏天認識的LDH經紀公司管理階層人士公布結婚訊息。2017年9月，兩人離婚，雙方並無支付任何贍養費。2021年5月，尾野與因工作在沖繩認識的年長十歲的當地男性結婚。對方為在沖繩今歸仁村當地經營家庭廢棄物回收及SDGs生態循環事業的男性。
2023年，尾野於8月的週刊專訪中表示已移居沖繩，並接手當地食堂的經營，平日負責廚房等各項店內工作，需要拍戲時才會飛往東京。

## 戲劇作品

### 電影
- 萌之朱雀（1997年11月1日，ビターズ・エンド） - みちる（主演）
- EUREKA（日语：EUREKA (映画)）（2000年1月20日，サンセントシネマワークス） - 沢井美喜子
- 石膏繃帶（日语：ギプス (映画)）（2001年2月17日，シネロケット） - 大下和子（主演）
- man-hole（日语：man-hole）（2001年3月3日，アースライズ） - 梨絵
- 我一定會（日语：あしたはきっと…）（2001年5月19日，大映） - 倉持美喜子
- FROG RIVER（2002）- かおり
- 賴皮之宿（日语：リアリズムの宿#映画）（2004年4月17日，ビターズ・エンド） - 川島敦子
- 在世界的中心呼喊愛情（2004年5月8日，東寶） - 松本千恵子
- 茶之味（日语：茶の味）（2004年7月17日，KlockWorx、RENTRAK JAPAN） - 老師
- 無厘頭森林之第一次接觸（日语：ナイスの森〜The First Contact〜）（2006年3月25日，Phantom Film） - ミーコ
- I am 日本人（日语：I am 日本人）（2006年8月5日，GAGA） - 中山玲子
- 謝謝你（日语：ありがとう (2006年の映画)）（2006年11月25日，東映） - 古市千栄子
- 気仙沼伝説（2006年，未公開上映） - 串畑加奈子
- 蟋蟀（日语：こおろぎ (映画)）（2006年，AOI Pro.）未公開上映，2020年首次上映
- 殯之森（日语：殯の森）（2007年5月29日，組画） - 真千子（主演）
- 山的你，德市之戀（日语：山のあなた〜徳市の恋〜）（2008年5月24日，東寶） - 大學生 鶴子
- 我是海鷗（日语：ヤーチャイカ）（2008年5月31日，アンジェリカ） - 新菜（與香川照之雙主演）
- 超越巔峰（2008年7月5日，東映、GAGA） - 玉置千鶴子
- 從足寄出發（日语：旅立ち〜足寄より〜）（2009年1月24日，エム・エフボックス） - 菊池絵里子
- 若得平安（日语：真幸くあらば）（2010年1月9日，ティ・ジョイ） - 川原薫（主演）
- 軌道（日语：トロッコ）（2010年5月22日，ビターズ・エンド） - 矢野夕美子（主演）。台灣、日本合作電影
- 心中天使（2011年2月5日，マコトヤ） - アイ（主演）
- 小川之邊（日语：小川の辺）（2011年7月2日，東映） - 幾久
- 外事警察 別被這男人騙了（日语：外事警察#映画）（2012年6月2日，S・D・P、東映） - 松沢陽菜
- 傀儡之城（日语：のぼうの城#映画）（2012年11月2日，東寶、Asmik Ace） - ちよ
- 大奧：永遠（2012年12月22日，松竹、Asmik Ace） - 柳澤吉保
- 泡吧偵探2（日语：探偵はBARにいる2 ススキノ大交差点）（2013年5月11日，東映） - 河島弓子
- 謝罪大王（2013年9月28日，東寶） - 宇部美咲
- 我的意外爸爸（2013年9月28日，GAGA） - 野野宮綠
- 西野的戀爱與冒險（日语：ニシノユキヒコの恋と冒険）（2014年2月8日，東宝映像事業部） - マナミ
- 魔女宅急便（2014年3月1日，東映） - 索娜太太
- 富豪哥教你的事（日语：神様はバリにいる）（2015年1月17日，ファントム・フィルム） - 照川祥子
- 所羅門的偽證 - 中原涼子（兼任旁白）
  - 前篇・事件（2015年3月7日）
  - 後篇・裁判（2015年4月11日）
- 你是好孩子（日语：きみはいい子）（2015年6月27日，アークエンタテインメント） - 水木雅美
- 起終點站（日语：起終点駅 ターミナル）（2015年11月7日，東映） - 篠田冴子
- 神之山嶺（日语：神々の山嶺#映画）（2016年3月12日，東寶、Asmik Ace） - 岸涼子
- 地獄哪有那麼HIGH（2016年6月25日，東寶、Asmik Ace） - 龜井なおみ
- 後妻業之女（日语：後妻業#映画）（2016年8月27日，東寶） - 中瀬朋美
- 惡魔蛙男（日语：ミュージアム (漫画)#映画）（2016年11月12日，日本華納兄弟） - 澤村遙
- 何日君再來（日语：いつまた、君と ～何日君再来～）（2017年6月24日，ショウゲート） - 芦村朋子（主演）
- 解憂雜貨店（2017年9月23日，KADOKAWA、松竹） - 田村晴美
- 燦爛吧！情色時代（日语：素敵なダイナマイトスキャンダル）（2018年3月17日，東京テアトル） - 富子
- 颱風家族（2019年9月6日 - 9月26日，キノフィルムズ）[40] - 鈴木美代子
- 踏影而行（2019年11月15日，東京テアトル） - 安西久子
- 家族極道物語（2021年1月29日，KADOKAWA） - 工藤由香
- 療癒心傷（2021年1月29日，GAGA） - 安終子（電視劇剪輯版加未公開畫面）
- 茜色如燒（2021年5月21日，フィルムランド） - 田中良子（主演）
- 明日的餐桌（2021年5月28日，KADOKAWA、WOWOW） - 石橋あすみ
- 霸權動畫！（2022年5月20日，東映） - 有科香屋子[41]
- 20歲的靈魂（2022年5月27日，日活）- 淺野桂子
- 呼叫愛美子（日语：こちらあみ子#映画）（2022年7月8日） - 田中さゆり[42]
- 追海豚的長崎夏日（2022年8月19日，Kino Films（日语：キノフィルムズ）） - 久田良子
- 千夜，一夜（2022年10月7日，Bitters End） - 田村奈美
- 渴水（2023年6月2日，KADOKAWA） - 岩切和美
- おまえの罪を自白しろ（2023年10月20日，松竹） - 寺中初美
- DitO（2024年7月26日） - 神山ナツ
- おいしくて泣くとき（2025年4月4日，松竹） - 夕花
- 新幹線驚爆倒數（2025年4月23日，NETFLIX） - 加賀美裕子
- 仏師（2026年） - 飯田聡美

### 短篇、獨立製作
- ひもすがら（1998年製作）
- 笑ひ教（2007年製作）
- 琥珀色のキラキラ（2008年製作，若手映画作家育成プロジェクト） - 道子（主演）[43]
- Shikasha（日语：Shikasha）（2010年製作） - 母親（主演）
- honey hole（2012年製作） - 主演[44]
- 藍心狂想曲（日语：ブルーハーツが聴こえる）「ハンマー（48億のブルース）」（2017年4月8日，日活、ティ・ジョイ） - 後藤一希（主演）[45]
- 惡搞野郎與美麗世界（日语：クソ野郎と美しき世界）（2018年4月6日，キノフィルムズ） - 裕子（單篇主演）
  - episode.3「光へ、航る」
  - episode.4「新しい詩」
- 焼物YACHIMUN（2018年製作，2019年ShortShorts影展） - 女
- おかあの羽衣（2022年5月5日，ShortShorts影展） - 波留子[46]
- Plastic（2023年7月14日，boid、コピアポア フィルム。名古屋學藝大學學生自製電影） - ヒトミ

### 電視劇

#### 連續劇
- 女性捜査班（日语：女性捜査班アイキャッチャー）（1999年5月19日、5月26日，NHK大阪放送局） - 桐島美香（第1、2集）
- shin-D（日语：shin-D）「Ready Made」（2001年9月3日 - 9月24日，日本電視台）
- 手機刑警錢形愛（2002年10月27日，BS-i） - 彌生（第4集）
- 人情とどけます〜江戸・娘飛脚〜（2003年1月31日，NHK） - おまき（第4集）
- 怪談新耳袋第1系列「第三診療室」（2003年2月13日、2月14日，BS-i）第22集、第23集
- 戀之星期日（日语：恋する日曜日）第1系列「ゆらゆら〜バカンスはいつも雨」（2003年9月14日，BS-i） - 浜子（第24集）
- 手機刑警錢形舞（2003年11月16日，BS-i） - 渡邊睦月（第7集）
- 人間的証明（2004年7月29日、8月5日，富士電視台） - 第4、5集
- 大河劇 義經（2005年，NHK） - 萌（義經的正室，鄉御前）
- 救命病棟3（2005年1月11日 - 3月22日，富士電視台） - 橘ゆかり（護士）
- NHK晨間劇 芋頭、章魚、南瓜（日语：芋たこなんきん）（2006年10月2日 - 2007年3月31日，NHK） - 花岡昌江（第1、4、8、19～21、24、25、34、49～55、77集）
- 役者魂!（日语：役者魂!）（2006年12月12日，富士電視台） - 播報員（第9集）
- 東京鐵塔 （2007年1月8日 - 3月19日，富士電視台） - 坂巻たい子
- 飛上天空的輪胎（2009年3月29日 - 4月26日，WOWOW） - 杉本恭子
- 外事警察（日语：外事警察）（2009年11月14日 - 12月19日，NHK） - 松沢陽菜
- 橫山秀夫懸疑四部曲 第2話「誤報」（2010年3月21日，WOWOW） - 手塚理絵
- Mother（2010年4月14日 - 6月23日，日本電視台） - 道木仁美
- MM9-MONSTER MAGNITUDE-（日语：MM9#テレビドラマ）（2010年7月7日 - 9月29日，每日放送） - 朏万里（與石橋杏奈雙主演）
- JOKER 不被原諒的搜查官（2010年8月24日、8月31日，富士電視台） - 根津美代子（第7、8集）
- CO 移植協調者（日语：CO 移植コーディネーター）（2011年3月20日，WOWOW） - 須藤亜季（第1集）
- 失去名字的女神（2011年4月12日 - 6月21日，富士電視台） - 安野ちひろ
- 晨間劇 康乃馨（2011年10月3日 - 2012年3月31日，NHK） - 小原糸子（主演兼任旁白）
- Magma（日语：マグマ (小説)#テレビドラマ）（2012年6月10日 - 7月8日，WOWOW） - 野上妙子（主演）
- 高山診療所（2012年7月8日 - 9月23日，TBS） - 小山遥
- 最棒的離婚（2013年1月10日 - 3月21日，富士電視台） - 濱崎結夏
- 夫婦善哉（2013年8月24日 - 9月14日，NHK大阪） - 蝶子（與森山未來雙主演）
- 極惡頑暴（2014年4月14日 - 6月23日，富士電視台） - 神崎薰（主演）
- 倒數第二次戀愛2（2014年5月15日，富士電視台） - 第5集特別出演（以同期播出的《極惡頑暴》劇中形象登場）
- 父親的背影（日语：おやじの背中） 第6話「父の再婚、娘の離婚」（2014年8月17日，TBS） - 杉本七海（單篇主演）
- 洞窟叔叔（日语：洞窟おじさん） 完全版（2015年10月15日、10月22日，NHK BS Premium） - 軽部久美（第3、4集）
- 糖果之家（2015年10月21日 - 12月23日，TBS） - 木村禮子
- 藤子（2015年11月13日開始配信，hulu） - 上原藤子、上原早季子（主演。因內容限制，僅在Hulu播出）
- 初次見面，我愛你（2016年7月14日 - 9月15日，朝日電視台） - 梅田美奈（主演兼任旁白）
- 夏目漱石之妻（2016年9月24日 - 10月15日，NHK） - 夏目鏡子（日语：夏目鏡子）（4集，主演）
- 這個世界的角落（2018年7月15日 - 9月16日，TBS） - 黑村徑子
- tourist（日语：tourist ツーリスト） 第3話 ホーチミン篇（2018年10月8日WOWOW播出後Paravi開始配信） - 立花カオル
- 生田家的早晨 （2018年12月20日 - 12月26日，NTV） - 生田早苗（每集7分鐘的13集晨間劇）
- 老公的那個進不來（日语：夫のちんぽが入らない）（2019年3月20日 - ，FOD、Netflix） - 寺田朋美（第4、6集）
- 絕叫（2019年3月24日 - 4月7日，WOWOW） - 鈴木陽子（主演）[47]
- 生田家的早晨 續集（2019年10月1日 - 10月28日，NTV） - 生田早苗（20集）
- 怪談牡丹燈籠（2019年10月6日 - 10月27日，NHK BS Premium） - 阿國（主演）
- 療癒心傷（2020年1月18日 - 2月8日，NHK） - 安終子
- 大河劇 麒麟來了（2020年1月19日 - 2021年2月7日，NHK） - 伊呂波太夫
- 因為我們忘記一切（2022年9月14日 - 11月23日，Disney+） - F
- 葛麗絲的導航履歷（2023年3月19日 - 5月7日，NHK BS Premium） - 蓮見美奈子
- 僕の手を売ります（2023年10月27日 - 11月17日，富士電視台On Demand・Amazon Prime Video） - 大桑雅美
- 晨間劇 如虎添翼（2024年4月1日 - 9月，NHK） - 擔任旁白
- 獅子的藏身處（2024年10月11日 - 12月20日，TBS） - 橘愛生
- 宛如阿修羅（2025年1月9日，NETFLIX）- 里見卷子（主演）

#### 特別劇
- NHK連續劇館（日语：NHKドラマ館） 余命半年 生前給付3000万円の夢（1998年11月14日、11月21日，NHK大阪） - 赤嶺あゆみ
- 光的街道（日语：ひかりのまち (テレビドラマ)）（2000年8月26日，北海道電視台） - 倉島由子（主演）
- 土曜特集「介護ビジネス」（2001年3月10日、3月17日，NHK） - 野上瑞希
- 世界奇妙物語 春季特別篇「無視ゲーム」（2002年3月27，富士電視台） - 直美
- 明日は陽のそばで（2002年11月16日，關西電視台） - 里中美穂
- 湯の町コンサルタント2 加賀百万石殺人事件（2003年7月28日，TBS電視台） - 野上玲子
- 失去城堡的人（2004年4月2日，朝日電視台） - 樋口AD
- 積木くずし真相 〜あの家族、その後の悲劇〜後編（2005年9月3日，富士電視台） - 酒吧陪酒女子
- 東京鐵塔（2006年11月18日，富士電視台） - 由紀子
- 撫子隊（日语：なでしこ隊〜少女達だけが見た特攻隊・封印された23日間〜） 第5弾（2008年9月20日，富士電視台） - 孫田智恵子
- 警官之血（2009年2月7日，朝日電視台） - 守谷久美子（第一夜）
- 火之魚（日语：火の魚）（2009年7月24日，NHK廣島） - 折見とち子
- 我的初創作電視劇（日语：私が初めて創ったドラマ）「ウラ声ボーイズ」（2009年12月21日，BShi） - ヨシムラ響子
- 最後的醫介輔（日语：ニセ医者と呼ばれて 〜沖縄・最後の医介輔〜）（2010年12月9日，讀賣電視台） - 仲前由美
- 疑惑（日语：疑惑 (松本清張)#2012年版）（2012年11月9日，富士電視台） - 白河球磨子（與常盤貴子雙主演）
- 長谷川町子物語（日语：長谷川町子物語〜サザエさんが生まれた日〜）（2013年11月29日，富士電視台） - 長谷川町子（主演兼任旁白）
- 從足尾來的女人（2014年1月18日、1月25日，NHK） - 新田サチ（主演兼任旁白）
- 最棒的離婚 Special 2014（2014年2月8日，富士電視台） - 濱崎結夏
- 潘朵拉〜永遠之命〜（日语：パンドラ〜永遠の命〜）（2014年4月27日，WOWOW） - 田代夏子
- 小花的味噌湯（日语：はなちゃんのみそ汁）（2014年8月30日，日本電視台） - 安武千恵
- 坂道之家（日语：坂道の家）（2014年12月6日，朝日電視台） - 杉田りえ子（主演）
- 十月十日的進化論（2015年3月28日，WOWOW） - 小林鈴（主演）
- 狙擊（日语：狙撃 地下捜査官）（2016年10月2日，朝日電視台） - 上月涼子（主演）
- 微笑的人（日语：微笑む人#テレビドラマ）（2020年3月1日，朝日電視台） - 鴨井晶
- 夜裡盤腿坐～姐姐、弟弟與我（2022年4月9日，BS松竹東急） - 春子
- ケの日のケケケ（2024年3月26日，NHK總合台、NHK BS Premium 4K）- 片瀨響子
- 失憶殺人（2025年2月22日，NHK BS Premium）- 北嶺亜弓
- 馬格達拉屋的瑪利亞（2025年3月29日，NHK BS Premium 4K）- 有馬りあ（兩集，與藤原季節雙主演）
- 八月の声を運ぶ男（2025年8月13日，NHK）- 恵木幸江
- トットの欠落青春記（2025年8月30日，日本電視台） - 黑柳朝

### 紀錄片
- 萬花筒（1999年，河瀨直美導演）[48]
- NHK/BBC 国際共同制作「ワイルドジャパン」（2015年7月27日・8月3日・8月10日，NHK BSプレミアム） - 帶路者[49]

### 動畫配音
- 智繪里的奇妙旅程（日语：ちえりとチェリー）（2016年7月30日，ジャパン・スローシネマ・ネットワーク） - 萬里惠
- みいつけた！ / みいつけた！さん（2017年10月 - 不定期出演，NHK教育頻道） - こまちひめ
- 小小英雄－螃蟹與蛋與透明人－（2018年8月24日，東寶） - 媽媽
- 小小兵2：格魯的崛起（2022年7月15日，東寶） - Belle Bottom

### 廣播劇
- 岩井俊二プロデュース円都通信廣播劇第14回作品《東京安息日》（2006年4月29日 - 7月15日，JFN系列）- 藤平洋子
- FMシアター《私は、先生》（2008年7月12日，NHK-FM頻率） - 澤井美幸

## 旁白
- 第19回FNS紀錄片大賞（日语：FNSドキュメンタリー大賞）入圍作品「政と官〜政治主導の挑戦と敗北」（2010年11月1日，富士電視台）
- 重力に逆らってまで 〜映画監督・西川美和が見た女子ウェイトリフティング〜（2012年6月10日，NHK BS1）
- BS1體育紀錄片「あきらめない二人〜激闘 しずちゃん密着1000日〜」（2012年11月18日，NHK BS1）
- 夢を信じる力 しずちゃんと梅津トレーナーの5年（2013年11月30日，NHK）
- きょうの，あきない（2015年4月11日 - 2016年9月24日，TBS，監修：是枝裕和）[50]
- SONGS「秦基博 〜祝！10周年スペシャル〜」（2017年6月15日，NHK）
- Life is too short～佐藤浩市 60年目の役者唄～（2021年12月30日，BS富士）- 旁白及最後登場
- ひとりだけど、ひとりじゃない（2023年4月22日，NHK教育頻道）
- 2時間でまわる東大寺（2023年5月30日，NHK BS4K）
- 塀の中で手にした“鏡”（2023年7月22日，NHK教育頻道）
- 足尾の光と影を描く〜画家 鈴木喜美子〜（2023年11月17日，NHK）
- ザ・レッドリスト沖縄（2024年3月23日，NHK BS4K）
- 天空の放牧〜秘境 カラコルム山脈〜（2024年3月26日，NHK BS4K）
- ザ・ノンフィクション（2024年4月28日，富士電視台）
- ふるさとに生きる～揺れた石垣の里～（2024年8月31日，朝日電視台）
- 大追跡グローバルヒストリー（2025年1月6日，NHK）
- K2西壁 ふたりの軌跡（2025年3月8日，NHK BS4K）
- 空旅中 西太后の逃亡（2025年3月29日，NHK BS8K）
- 放送100年・8K新ジャポニズム「伝統芸能」　祝福の能「高砂」（2025年3月29日，NHK BS8K）
- 幽玄の世界にＣＧが挑む！　能の“今”をつくる人たち（2025年6月20日，NHK教育頻道）

## 音樂
- ふたりの糸子のうた（2011年11月2日，EMI音樂日本）- NHK晨間劇《康乃馨》劇中歌，收錄於原聲帶
- 山の音（2018年3月14日，TABOO、Sony Music Artists）- 電影《燦爛吧！情色時代（日语：素敵なダイナマイトスキャンダル）》主題曲，與原著作者末井昭（日语：末井昭）合唱
- 地球最後の日（2018年4月5日，日本華納音樂）- 電影《惡搞野郎與美麗世界（日语：クソ野郎と美しき世界）》片尾曲，與稻垣吾郎、草彅剛合唱

## MV
- 藤岡正明（日语：藤岡正明）〈交差点〉（2001年11月21日）
- 相島一之（日语：相島一之） & THE BLUES JUMPERS〈かたつむりのジャブ〉A version（2012年7月18日）
- 桑田佳祐〈Yin Yang〉（2013年3月13日）- 與瑛太、真木陽子、綾野剛
- 氣志團〈喧嘩上等〉（2014年5月21日）
- 福耳（日语：福耳 (音楽)）〈Swing Swing Swing〉（2017年8月23日）- 與向井理
- 江頭勇哉（2019年3月26日）
- skirt（日语：スカート (バンド)）〈あの娘が暮らす街（まであとどれくらい？）〉（2019年9月2日）- 與村上淳（日语：村上淳）[51]
- 江頭勇哉〈実り〉（2021年5月14日）
- ASKA〈笑って歩こうよ〉（2021年7月14日）[52]
- 佐藤浩市〈Life is too short〉（2021年12月10日）

## 書籍
- 寫真書《つきのひかり あいのきざし 月光下愛之預兆》（2018年10月31日，リブロアルテ。撮影：川島小鳥）ISBN 978-4-8021-3126-1 ─ 拍攝地為尾野老家及台灣。

## 獎項

### 戲劇
| 年度 | 作品                                               | 獎項                                                 |
| ---- | -------------------------------------------------- | ---------------------------------------------------- |
| 1997 | 《萌之朱雀》                                       | 第10回新加坡國際電影節 主演女優賞                    |
| 1997 | 《萌之朱雀》                                       | 第12回高崎電影節 最優秀新人女優賞                    |
| 2008 | 《超越巔峰》 《我是海鷗》                          | 第4回大阪電影節 助演女優賞                           |
| 2009 | 《火之魚》 《外事警察》                            | 第64回日本放送映画藝術大賞 放送部門 優秀主演女優賞   |
| 2009 | 《火之魚》                                         | 第36回放送文化基金獎 演技賞                          |
| 2010 | 《火之魚》 《Mother》                              | 第3回東京國際戲劇節 助演女優賞                       |
| 2011 | 《康乃馨》                                         | 第66回日本放送映画藝術大賞 放送部門 優秀主演女優賞   |
| 2011 | 《康乃馨》                                         | 第72回日劇學院賞 主演女優賞                          |
| 2012 | 《康乃馨》                                         | 東京國際戲劇節 主演女優賞                            |
| 2012 | 《康乃馨》                                         | 第37回黃金飛翔獎 新人賞                              |
| 2012 | 《康乃馨》                                         | 第21回橋田賞 新人賞                                  |
| 2012 | 《最棒的離婚》                                     | 第39回放送文化基金獎 演技賞                          |
| 2013 | 《最棒的離婚》                                     | 第76回日劇學院賞 助演女優賞                          |
| 2013 | 《我的意外爸爸》                                   | 第37回日本電影學院獎 優秀主演女優賞                  |
| 2013 | 《泡吧偵探2》                                      | 第37回日本電影學院獎 優秀助演女優賞                  |
| 2013 | 《我的意外爸爸》 《泡吧偵探2》                     | 第68回日本放送映画藝術大賞 映画部門 優秀助演女優賞   |
| 2013 | 《最棒的離婚》 《夫婦善哉》                        | 第68回日本放送映画藝術大賞 放送部門 最優秀主演女優賞 |
| 2017 | 《解憂雜貨店》                                     | 第30回日刊體育電影大獎 助演女優賞                    |
| 2017 | 《解憂雜貨店》                                     | 第41回日本電影學院獎 優秀助演女優賞                  |
| 2021 | 《茜色如燒》 《家族極道物語》                      | 第95回電影旬報獎 主演女優賞                          |
| 2021 | 《茜色如燒》 《明日的餐桌》                        | 第44回山路文子電影獎 年度女優賞                      |
| 2021 | 《茜色如燒》                                       | 第43回橫濱電影節 主演女優賞                          |
| 2021 | 《茜色如燒》                                       | 第76回每日電影獎 女優主演賞                          |
| 2021 | 《茜色如燒》                                       | 第13回TAMA電影獎 最優秀主演女優賞                    |
| 2021 | 《茜色如燒》                                       | 第16回大阪電影節 主演女優賞                          |
| 2022 | 《20歲的靈魂》 《追海豚的長崎夏日》 《千夜，一夜》 | 第47回報知電影獎 助演女優賞                          |
| 2022 | 《霸權動畫！》                                     | 第46回日本電影學院獎 優秀助演女優賞                  |
| 2023 | 《追海豚的長崎夏日》                               | 第17回大阪電影節 助演女優賞                          |

### 其他
| 年度 | 獎項 |
| ---- | --- |
| 2010 | 奈良縣五條市第1號榮譽市民 |
| 2011 | 文化廳關西元氣文化圏賞 NEW POWER賞 |
| 2012 | VOGUE JAPAN Women of the Year 2012 |
| 2016 | BEST BEAUTIST AWARD |
| 2017 | 第57回全日本シーエム放送連盟ACC TOKYO CREATIVITY AWARDS「film部門演技賞」 獲獎廣告系列：象印マホービン南部鉄器極め羽釜「この90秒で人生が劇的に美味しくなる。」 |

## 外部連結
- 經紀公司官網 （页面存档备份，存于）
- LINE官方帳號 （页面存档备份，存于）
- NHK「人物錄」尾野真千子訪問專頁 （页面存档备份，存于）